# Johannes Herbert
Johannes Herbert (28. října 1912, Groß-Zimmern – 30. prosince 1978) byl německý zápasník, věnoval se oběma stylům. Se zápasem začínal ve Stuttgartu, v klubu KV 1895.
V roce 1936 si vybojoval účast na olympijských hrách v Berlíně, kde ve volném stylu v bantamové váze vybojoval bronzovou medaili. V roce 1937, na mistrovství Evropy v řecko-římském zápase v Paříži, vybojoval 4. místo. V roce 1938 byl vicemistrem Německa v řecko-římském stylu a v roce 1935 a 1936 třetí v obou stylech.
V roce 1939 ukončila jeho aktivní kariéru druhá světová válka. Po jejím skončení působil mnoho let jako rozhodčí.